# Zelotes inqayi
Zelotes inqayi este o specie de păianjeni din genul Zelotes, familia Gnaphosidae, descrisă de Fitzpatrick în anul 2007.
Este endemică în Congo. Conform Catalogue of Life specia Zelotes inqayi nu are subspecii cunoscute.